# Tiddis

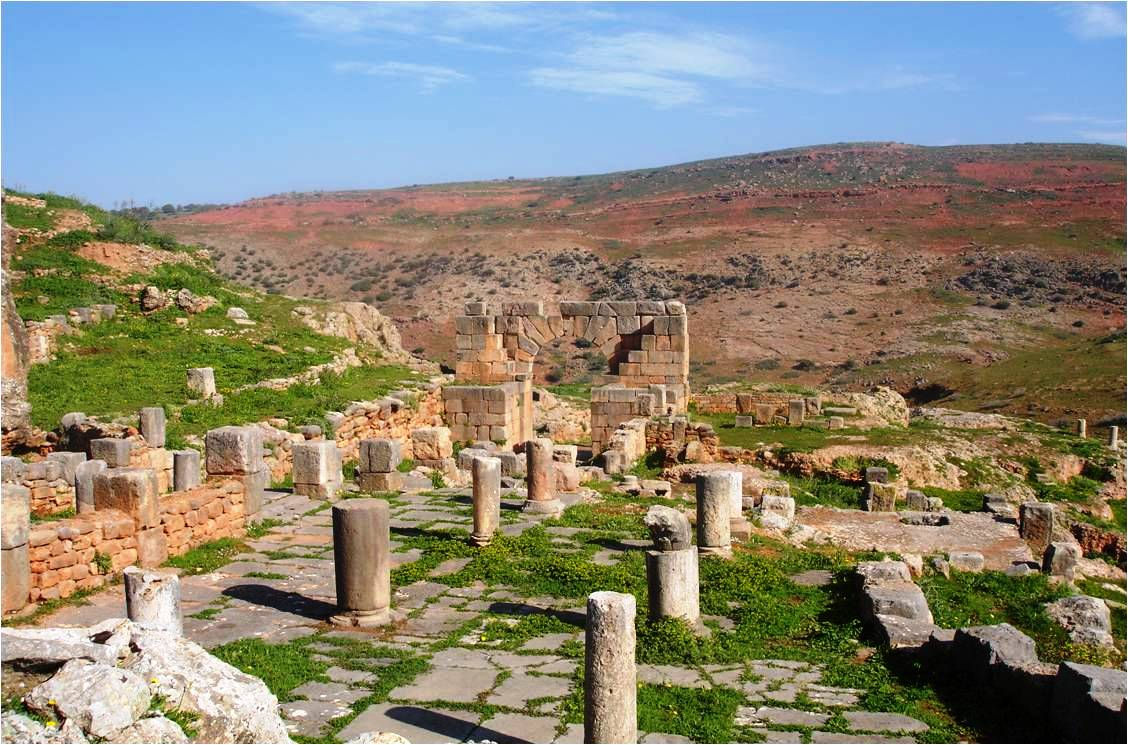
Ruiny Tiddis

Tiddis, łac. Castellum Tidditanorum – starożytne miasto rzymskie położone we wschodniej Algierii, na północny zachód od Cyrty.
Położone na skalistym wzgórzu miasto stanowiło jedną z szeregu małych osad-twierdz otaczających pierścieniem Cyrtę. W połowie II wieku uzyskało pewien stopień samodzielności. Do miasta wchodziło się poprzez łuk zwieńczony napisem o treści „Kwintus Memmiusz Rogatus, syn Publiusza, z tribus Quirina, edyl, wzniósł ten łuk wraz z bramami na koszt własny”. Przy pnącej się ku górze, wybrukowanej kamieniami głównej ulicy odkopano wydrążone w skale sanktuarium ku czci Mitry, kaplicę chrześcijańską z czasów późnego cesarstwa oraz niewielki plac z dwoma cysternami na wodę. Na górnym tarasie znajdowało się forum.
Z Tiddis pochodził żyjący w II wieku Kwintus Lollius Urbikus, namiestnik Brytanii i prefekt miasta Rzymu. Uhonorowano go stojącym na forum posągiem (zachowała się jego baza wraz z inskrypcją kommemoratywną), a na północ od Tiddis znajduje się zbudowane przezeń rodzinne mauzoleum.